# Алим-Тепе
Алим-Тепе (кирг. Алим-Төбө) — село в Кара-Сууском районе Ошской области Кыргызстана. Входит в состав Наримановского айылного аймака.

## География
Село расположено в северо-западной части области, вблизи государственной границы с Узбекистаном, на расстоянии приблизительно 12 километров (по прямой) к юго-западу от города Кара-Суу, административного центра района. Абсолютная высота — 869 метров над уровнем моря.

## Население
Согласно оценочным данным Национального статистического комитета Кыргызской Республики, численность населения села на начало 2023 года составляла 2767 человек.
| год     | 2009 | 2014 | 2015 | 2020 | 2021 | 2023 |
| ------- | ---- | ---- | ---- | ---- | ---- | ---- |
| человек | 2055 | 2140 | 2178 | 2611 | 2669 | 2767 |